# Machaeropteris pelodelta
Machaeropteris pelodelta är en fjärilsart som beskrevs av Edward Meyrick 1931. Machaeropteris pelodelta ingår i släktet Machaeropteris och familjen äkta malar.
Artens utbredningsområde är Vietnam. Inga underarter finns listade i Catalogue of Life.